# Страховка (альпінізм)

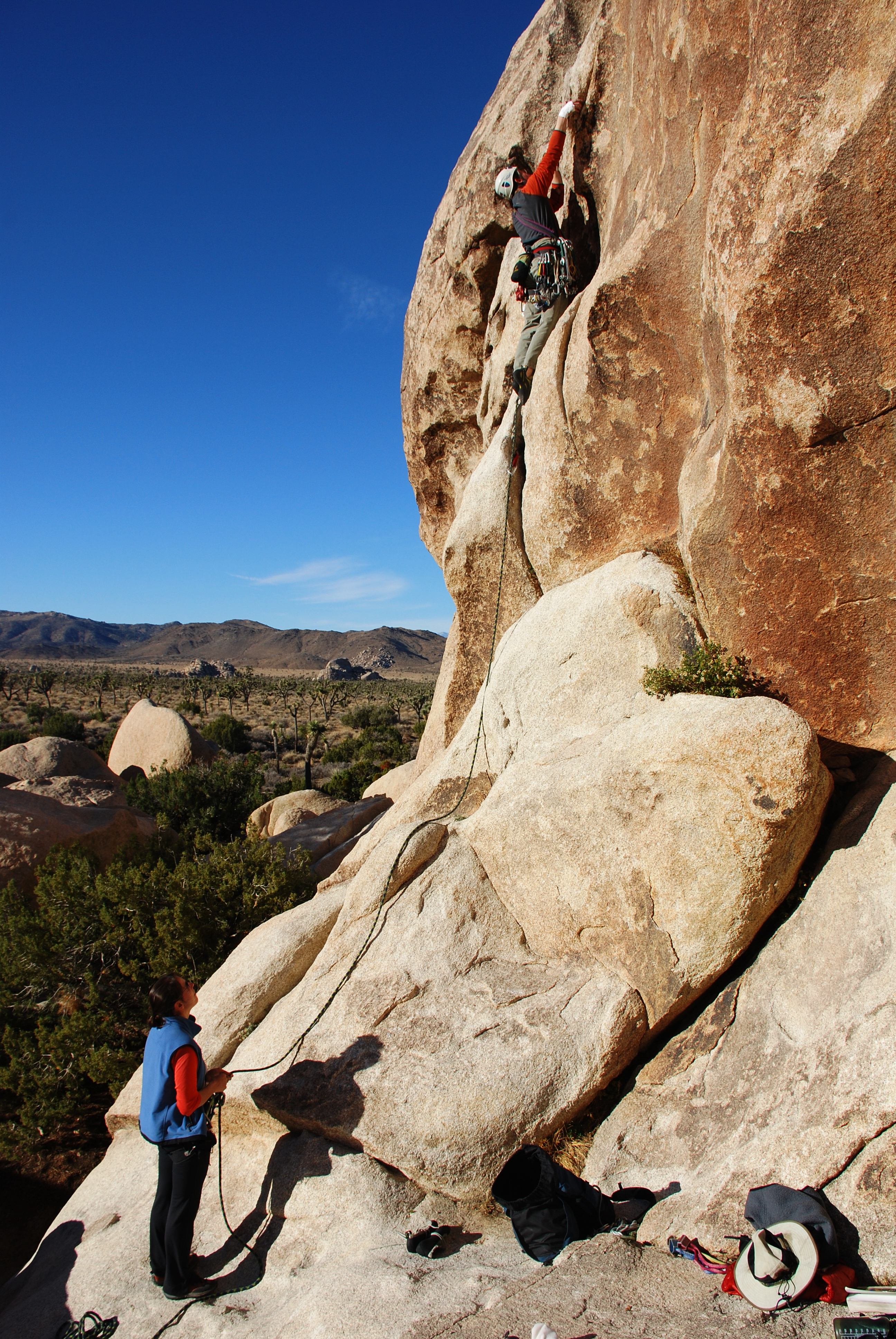
Страховка на скелях Joshua Tree National Park.

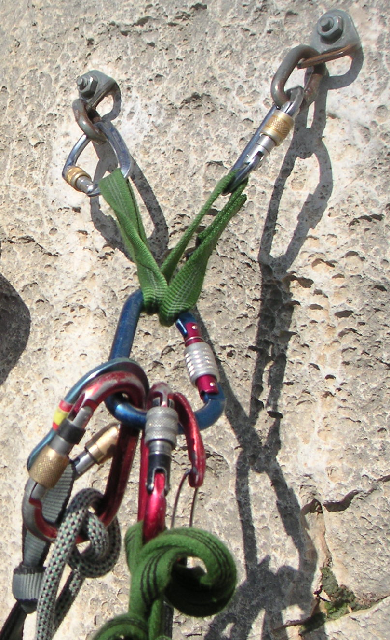
Організація страховки за допомогою шлямбурів

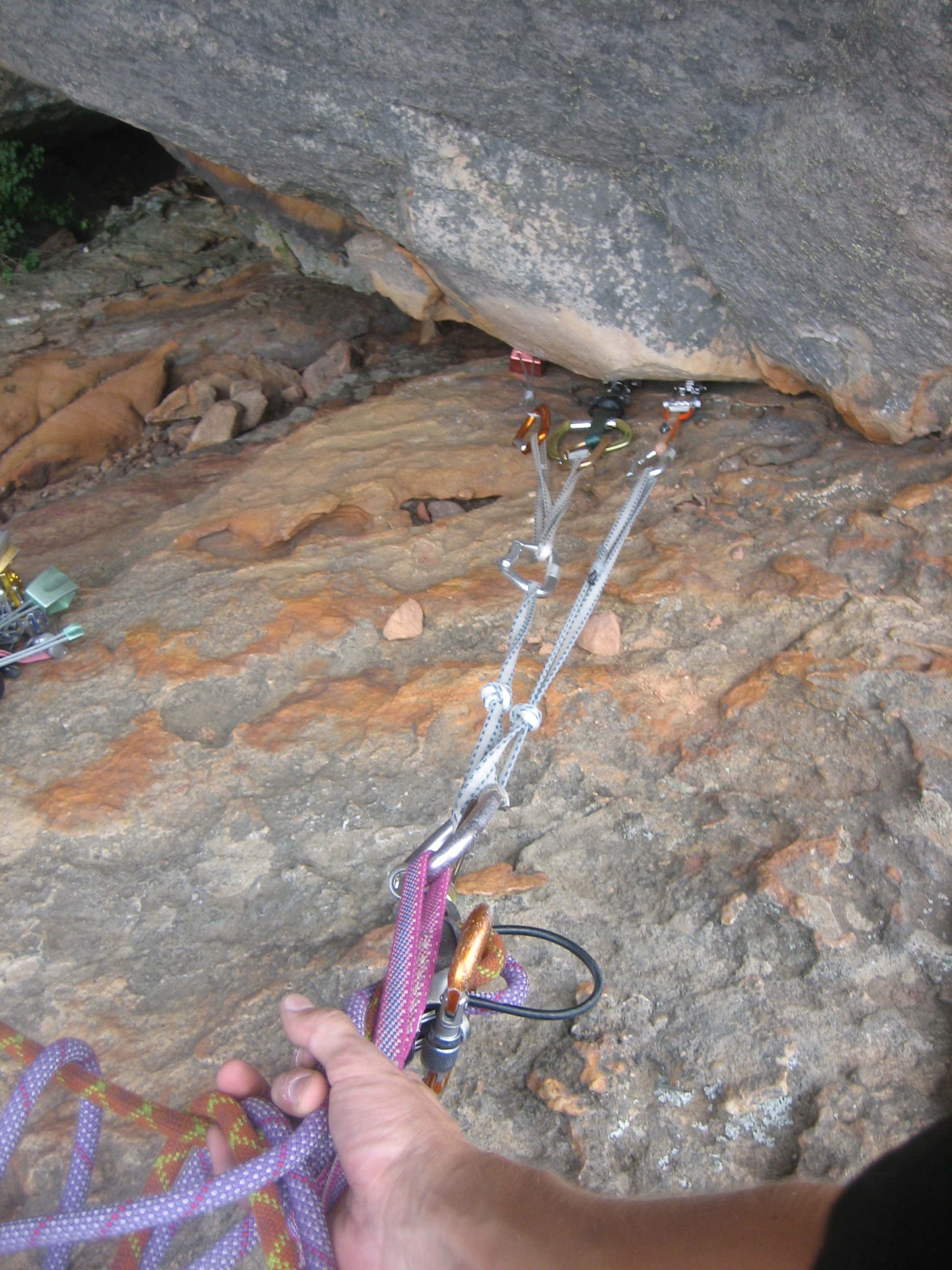
Організація страховки за допомогою закладок

Страхо́вка або страхування — сукупність спорядження для альпінізму, гірського туризму, скелелазіння, льодолазіння і дій спортсменів, спрямованих на запобігання або мінімізацію можливих небезпек від зривів або руйнування форм рельєфу, по яких рухається спортсмен.
У всіх видах страховки з використанням мотузки використовують вузол «вісімка».
На штучному рельєфі (скеледромі) точки страховки є частиною конструкції скеледрому і являють собою вушка для карабінів.

## Страховка в альпінізмі і гірському туризмі
Під час сходження спортсменам доводиться долати різні ділянки рельєфу: сніг, фірн, крига, скелі, осипи і трав'янисті схили. Для кожного з цих видів рельєфу існує певне спорядження і техніка страховки.
Організацію страховки здійснюють наступним чином: встановлюють дві-три точки страховки (спорядження специфічне для кожного виду рельєфу) на невеликій відстані один від одного. При цьому всі точки повинні бути незалежні одна від інших. Карабіни з'єднують петлею з стропів або мотузки діаметром не менше 8 мм. Сполучені таким чином точки називаються базою. Перебуваючи біля бази, учасник сходження повинен бути пристебнутий до бази (а саме до мотузки, що зв'язує точки) за допомогою самостраховки. Всі додаткові страхувальні пристосування також повинні бути пристебнуті до бази.

### Страховка на скелях
Для організації бази найбільш часто використовують таке спорядження:
- Шлямбур — можна описати як «скельний аналог дюбеля». Вважається найнадійнішим спорядженням для організації бази. Спочатку скельним молотком робиться отвір, в який вставляється дюбель з м'якого металу, розтискний анкер або клеюча смола. Після чого в цей же отвір вставляється (у разі смоли), закручується або забивається гак або болт, який тримає проушину. Страховка кріпиться за цей гак або отвір у вушку. Правильно встановлений шлямбур дуже надійний, його руйнівне навантаження 2,5-5 т, що найчастіше перевершує міцність скелі або мотузки. Шлямбури встановлюються як надійна точка страховки для тривалого використання. Переваги — надійність, можна встановити на «дзеркальні» стіни, служить не один рік. Недоліки — складність установки, на установку йде багато часу, потрібен досвід. Іноді переваги шлямбурів стають їх недоліком. Через їх велику надійність їх постійно використовують на «популярних» маршрутах, особливо поблизу великих міст. Навантаження на такі шлямбури в сезон може досягати 100 і більше чоловік в день протягом десятиліть. Що неодмінно веде до втоми металу і руйнування шлямбура.
- Скельний гак — смужка металу 10-20 см завдовжки і 2-3 см шириною, з вушком для карабіна. Крюк забивають у вузькі щілини (2-4 мм) молотком. Для ширших щілин використовують швелерні гаки, що мають перетин швелера;
- Закладка — виготовляється з металу, зазвичай у формі трапецієвидної призми, іноді з порожнистим отвором всередині. Крізь призму протягнуто сталевий трос в формі петлі (для карабіна). Мають різні розміри для щілин від 0,5 до 5 см шириною;
- френд — відносно складний механічний пристрій, за функціональністю є поліпшеним аналогом закладки.

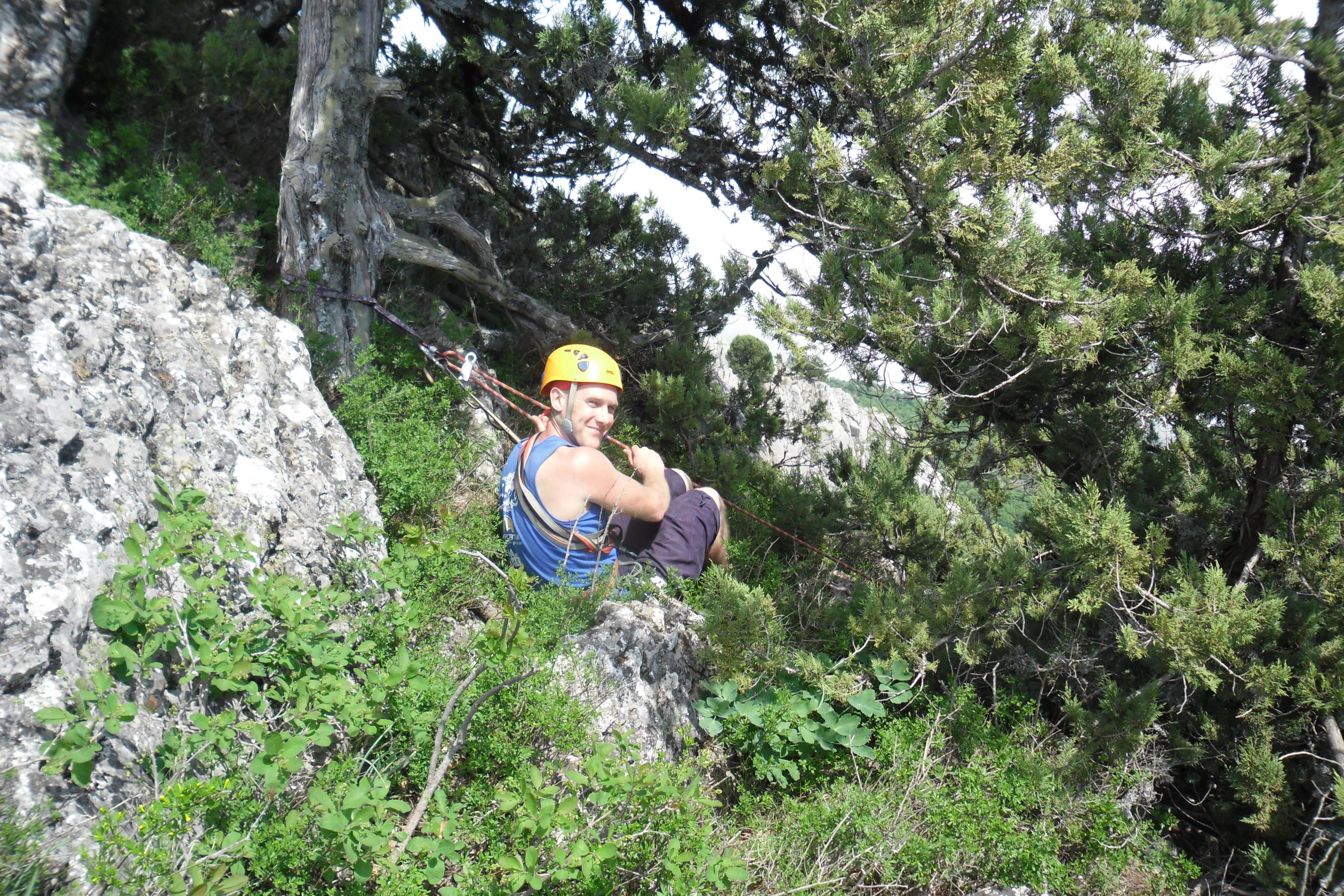
Верхня страховка при скелелазінні. Гора Парагільмен, Крим.

Найнадійнішими є шлямбури. Закладки, френди і гаки при інших рівних умовах менш надійні, ніж шлямбури. Надійність і застосовність кожного виду спорядження сильно залежить від конкретної ситуації і навичок того, хто їх встановлює. Зважаючи на це, багато хто вважає закладки і френди надійнішими, тому при організації бази хоча б одна з точок повинна бути зроблена за допомогою закладки або френда. Проте забитий професіоналом гак часто залишається в скелі на десятиліття і використовується багатьма поколіннями альпіністів, у той час як закладки «розбовтуються», а френди через їх дорожнечу залишають на скелях тільки в надзвичайних ситуаціях. Гаки краще встановлювати у вузьких щілинах з гладкими стінами, закладки — в звивистих щілинах, шлямбури — на гладких стінах і в ролі верхньої бази чи бази для ночівлі при багатоденних сходженнях. Крім цього існує багато інших, менш розповсюджених пристроїв, періодично виготовляються нові види спорядження.
При русі по скелях можна робити проміжні точки страховки (з якого-небудь одного елемента — френда, закладки, гака). Якщо гострої необхідності в страховці немає, використовують страховку «за камені» — мотузка закладається за виступаючі камені «змійкою», тобто так, щоб при зриві вона зачепилася за виступ. Чим більше вигинів буде у мотузки, тим простіше буде утримати людину, що зірвалася при такому способі страховки. Необхідно також стежити, щоб мотузка не зачіпляла «живі» камені — камені, які легко зрушуються з місця, якщо прикласти до них навантаження.

### Страховка на снігу
Для організації бази можна використовувати:
- Вбитий в сніг льодоруб;
- Сніговий парус (сніговий якір) — широкий лист металу з тросом для кріплення карабіна.
- Сніговий гак ( фірновий крюк) — <! - Вузький і витягнутий шматок металлу, що за формою нагадує льодоруб. -> За формою це нагадує айс-фіфі (льодовий якір), фірновий гак дійсно є варіантом льодобурного гака.
- фірновий гак [Архівовано 16 листопада 2012 у Wayback Machine.] — варіант льодобурного гака, нарізка коротка і потовщена, довший від звичайного льодобура.
- Сніговий парашут — являє собою рівносторонній трикутник з щільного капрону, по периметру обшитий тонкої стропою. Довжина сторони трикутника становить 50 см. На кожному розі стропа утворює петлю для кріплення видаткової мотузки. Трикутник вкопується в сніг кутом вниз. Такий парашут важить менше 90 г.

Найчастіше використовують льодоруби. Для цього льодоруб необхідно вбити в сніг вертикально вниз, як можна глибше. Рекомендується також попередньо утрамбувати для цього майданчик. Вбитий в сніг льодоруб витримує малий ривок (близько 100 кг), для посилення точки страховки на нього зазвичай стають ногами і утримують власною вагою. Також для збільшення надійності при організації точки страховки на сніжних схилах використовують так званий «льодорубний хрест»: коли нижче встромленого в схил льодоруба і впритул до нього горизонтально вбивається другий льодоруб (утворюючи форму хреста), і страхувальна мотузка проходить поверх нього (таку ж установку використовують для організації скидання мотузки після спуску останнього учасника). При русі по снігу проміжні точки страховки не використовують.

### Страховка на льоду

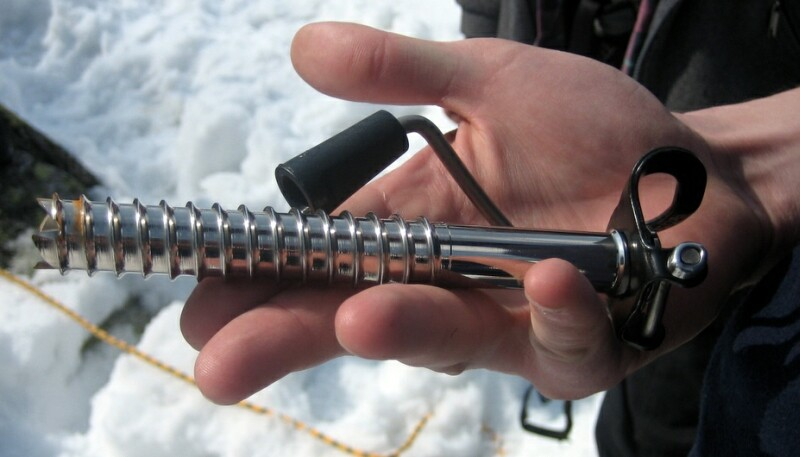
льодобур.

Для організації бази можна використовувати:
- Льодобур — порожнистий металевий стрижень з нарізкою і вушком для карабіна. Угвинчується в льодовий схил під прямим кутом на глибину до 20 см;
- Проушина — в кризі вирубують дві ямки 20 см завглибшки на відстані 20-25 см одна від одної. За допомогою льодобурів з'єднують ямки одна з одною, в отвір пропускають мотузку;
- льодовий гриб — вирубують з льоду гриб з діаметром «ніжки» не менше 30 см, за яку заводять мотузку. Дуже трудомісткий спосіб.
- Абалаківська петля — в кризі висвердлюється за допомогою льодобура два канали під кутом один до одного, через які протягується репшнур. На репшнур навішується карабін, в який закладається страхувальна мотузка.

При русі по кризі встановлюють проміжні точки страховки за допомогою льодобурів.
Для самостраховки на льоду можна використовувати льодові інструменти (наприклад, спеціальний гак-якір, який використовують для подолання крутих льодових схилів та ін.)

### Страховка на осипах
Страховка на осипах неможлива через відсутність масивних нерухомих предметів. Для забезпечення безпеки необхідно дотримуватися ряду правил:
- Стояти так, щоб камінь, який вилетів з-під ніг, не міг влучити ні в кого з інших учасників;
- По можливості триматися ближче до скель;
- Йти у зв'язках.

### Особисте спорядження
У кожного учасника сходження повинна бути страхувальна система («обв'язка» або «альтанка»), до якої прив'язують мотузку, і два «вуса» самостраховки (прив'язані до страхувальної системи шматки мотузки діаметром 9-11 мм, 0,5 м і 1,5 м завдовжки з петлею на кінці) для пристібання до бази або поручнів.
В особисте спорядження входять також різні пристосування для здійснення страховки і самостраховки: вісімка та грі-грі служать для збільшення сили тертя, завдяки чому одна людина легко може утримати учасника, що зірвався, жумар — для руху по перилах і багато інших.

## Способи страховки

### Перила
Перилами називають мотузку, кінці якої закріплені на двох базах. Можливе використання кількох проміжних точок страховки. Перила використовують в альпінізмі для руху по складних ділянках спільно з іншими способами страховки, і для руху по відносно легких ділянках (на яких, тим не менш, можливий зрив з летальним результатом або тяжкою травмою учасника) без страховки.

### Верхня страховка

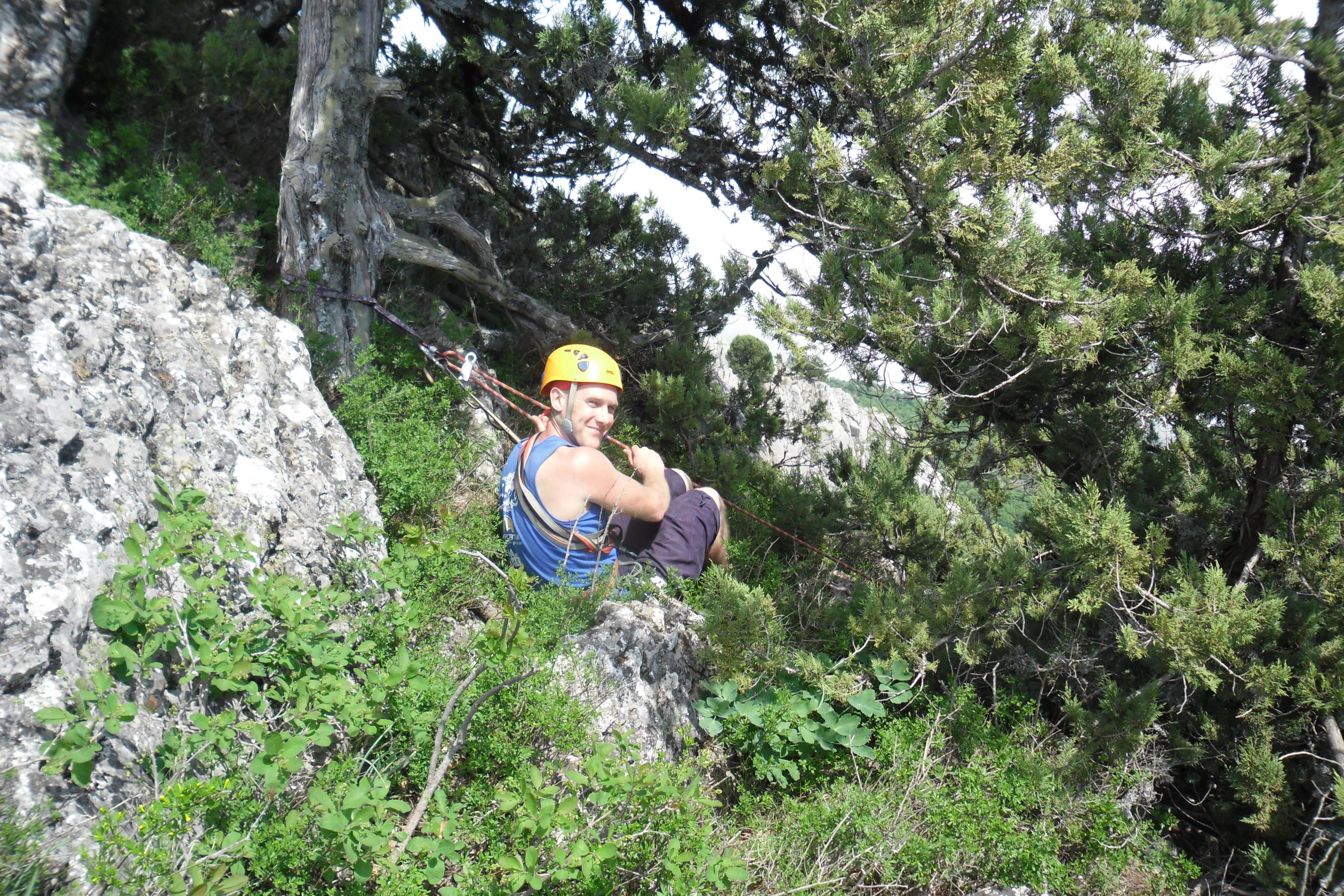
Парагільмен. Кримські гори. Україна р.

При верхній страховці можна використовувати як статичну, так і динамічну мотузку.
Точки страховки знаходяться вище учасника. Мотузка проходить через ці точки і спускається до учасника. У процесі лазіння він рухається вгору або вниз, а людина, що здійснює страховку, витягує («вибирає») зайву мотузку або «видає» її.
Таким чином, у разі зриву, учасник повисає на мотузці трохи нижче того місця, до якого він зміг піднятися або спуститися. Навантаження при ривку і ризик отримати травму є при цьому мінімальними.
У змаганнях зі скелелазіння верхню страховку використовують у лазінні на швидкість і в деяких випадках в лазінні на трудність (для наймолодших вікових груп).

### Нижня страховка

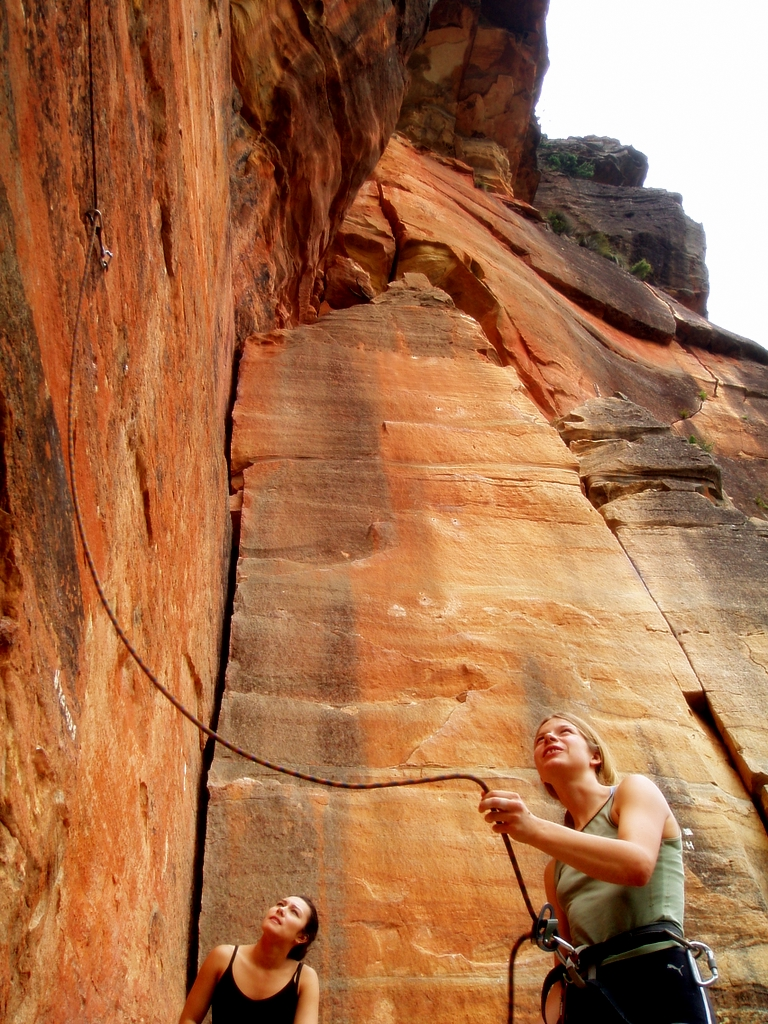
Організація нижньої страховки того, хто йде попереду

Точки страховки розташовані уздовж всього маршруту, або їх необхідно встановити у відповідних місцях. Один з кінців мотузки прив'язаний до учасника, а той, хто страхує, тримає в руках частину мотузки в декількох метрах від нього. В процесі лазіння учасник просмикує мотузку в карабіні на тій точці, до якої піднімається або виймає мотузку при спуску. Той, хто страхує, в при цьому поступово «видає» або «вибирає» мотузку. Таким чином, у разі зриву учасник повисає недалеко від тієї точки страховки, до якої він зміг піднятися або спуститися. Найнебезпечнішою є ситуація, коли спортсмен зривається при спробі «проклацнути» мотузку в чергову точку страховки або відразу після проклацування. В цей момент остання точка страховки знаходиться набагато нижче, і висота падіння може становити до 10 (а іноді й 20-40 при рідкому закладенні елементів) метрів. Цей спосіб є небезпечним і вимагає великої майстерності від того, хто страхує.
При нижній страховці слід використовувати тільки динамічну мотузку, бо ривок, який припадає на того, хто лізе, може бути дуже різким. Можна також використовувати амортизатори ривка.
У змаганнях зі скелелазіння нижню страховку використовують у лазінні на трудність (за деяким винятком для наймолодших вікових груп).

### Гімнастична страховка
Іноді використовують так звану гімнастичну страховку — найпростіший спосіб страховки, при якому того, хто лізе, руками і власним тілом страхує напарник, що стоїть під ним. Її використовують на малих висотах (не вище 4-5 метрів) при проходженні особливо складних маршрутів (болдерінг). Також можна використовувати крешпади — спеціальні мати для болдерінга, що пом'якшують удар об землю.
Таким чином, цей вид страховки є потенційно небезпечним, проте, за наявності гарних креш педів, небезпека зводиться до мінімуму.
У змаганнях зі скелелазіння гімнастичну страховку використовують у боулдеринзі. Страховик повинен бути уважним і при зриві спортсмена забезпечити плавне приземлення, якщо можливо, на ноги.

## Спорядження для страховки
Для верхньої і нижньої страховки необхідні:
- страхувальна система («обв'язка»);
- вісімка або грі-грі;
- Альпіністська мотузка.

Для гімнастичної страховки часто використовують спеціальні мати — креш педи.

## Вимоги до спорядження
Вимоги до міцності спорядження встановлюються стандартами UIAA. Спорядження, на яке припадає навантаження при зриві спортсмена, повинне витримувати вантаж масою 2300 кг. Вага такого вантажу приблизно вдвічі перевершує навантаження, яке може витримати скелет людини.